# Tabanus javanus
Tabanus javanus är en tvåvingeart som beskrevs av Fabricius 1805. Tabanus javanus ingår i släktet Tabanus och familjen bromsar. Inga underarter finns listade i Catalogue of Life.